# Хиперсомния
Хиперсомнията (на гръцки: ὕπέρ – прекалено и ὕπνος – сън) е състояние, характеризиращо се с прекомерна сънливост през деня или продължителен нощен сън, който не води до освежаване и възстановяване. Това може да бъде придружено от силни емоции като страх, ужас или изумление. Хиперсомнията може да бъде причинена от различни фактори като стрес, умора, липса на сън, употреба на някои лекарства или заболявания като неврологични състояния.

## Симптоми
- Продължителна сънливост през деня
- Трудности при събуждане сутрин
- Чувство на умора и слабост през деня
- Проблеми с концентрацията и паметта
- Неспособност за осъществяване на ежедневни дейности поради умора

## Причини
Хиперсомнията може да бъде първична или вторична в резултат на друго заболяване или състояние.

### Първична хиперсомния
Причината за първичната хиперсомния е неизвестна и тя обикновено не е свързана с други заболявания. Тя може да включва:
- Идиопатична хиперсомния
- Нарколепсия

### Вторична хиперсомния
Вторичната хиперсомния възниква като резултат от други медицински състояния, включително:
- Обструктивна сънна апнея
- Депресия
- Неврологични заболявания като Паркинсонова болест и множествена склероза
- Лекарства и наркотични вещества
- Нарушения на съня, като инсомния

## Лечение
Лечението на хиперсомнията зависи от причината и може да включва:
- Медикаменти, като стимуланти, антидепресанти и други лекарства, които поддържат бодростта
- Поведенческа терапия, чрез техники за управление на съня, включително поддържане на редовен сън
- Лечение на основните заболявания, които предизвикват хиперсомния